# West Yorkshire
West Yorkshire (Yorkshire-ul de Vest) este un comitat în Anglia.

## Orașe
- Batley
- Bingley
- Brighouse
- Castleford
- Cleckheaton
- Dewsbury
- Elland
- Featherstone
- Halifax
- Hebden Bridge
- Hemsworth
- Holmfirth
- Huddersfield
- Ilkley
- Keighley
- Knottingley
- Morley
- Normanton
- Ossett
- Otley
- Pontefract
- Pudsey
- Shipley
- South Elmsall
- Todmorden
- Wetherby
- Yeadon

1. ↑   http://ons.maps.arcgis.com/home/item.html?id=a79de233ad254a6d9f76298e666abb2b Lipsește sau este vid: |title= (ajutor)